# Classe Lupo
La classe Lupo è una classe di fregate missilistiche che sono tra i prodotti di maggior successo della cantieristica militare italiana dal dopoguerra. Il progetto di queste unità navali è stato sviluppato dalla Fincantieri in collaborazione con la Marina Militare. Nella Marina Militare la classe Lupo era costituita da quattro unità costruite alla fine degli anni settanta.
Sono state costruite diciotto navi, di cui quattro per la Marina italiana e le rimanenti per tre clienti esteri: sei per il Venezuela, quattro per il Perù e quattro per la Marina dell'Iraq. Queste ultime però non entrarono mai in servizio per il committente originario a causa dell'embargo, dovuto prima alla guerra Iran-Iraq e poi alla prima guerra del Golfo, e finirono per essere acquistate dalla Marina Militare nel 1994, dove prestano attualmente servizio come pattugliatori di squadra. Nella storia della cantieristica italiana un simile successo lo avevano avuto in precedenza tra la fine del XIX secolo e l'inizio del XX secolo gli incrociatori corazzati classe Garibaldi che servirono oltre che per la Regia Marina anche in quelle di Spagna, Argentina e Giappone.
 Le Lupo segnarono il debutto dei Cantieri Navali Riuniti, con gli stabilimenti di Riva Trigoso e Muggiano specializzati sulla prefabbricazione in moduli e la possibilità di realizzazioni in serie, che, con gli stabilimenti dell'OTO Melara di La Spezia che realizzavano l'armamento, fecero dello spezzino il polo dell'industria navale militare, con l'adozione della formula “chiavi in mano”, segnando il ritorno, ed il successo, della cantieristica militare sui mercati esteri.

## Costruzione
La progettazione e la realizzazione inizialmente concepite come cacciatorpediniere per la loro spiccata capacità antinave, come si può rilevare dalla foto del varo della unità capoclasse, venne sottoposta alle sollecitazione di diverse esigenze: quella di natura economica a causa della esiguità delle risorse finanziarie di quel periodo; l'urgenza di avere in squadra unità dotate di capacità antinave e la necessità di dotarsi di un idoneo sistema missilistico a medio raggio superficie-superficie; dimensioni e dislocamento limitato; ottima tenuta al mare; alta manovrabilità; elevato standard di abitabilità; elevata velocità massima; elevata autonomia ad andatura di crociera; prevalente armamento antinave; alta tecnologia elettronica, con eccellenti capacità di autodifesa in qualsiasi condizioni di tempo.

Il varo della capoclasse

Il dislocamento e le dimensioni dello scafo era simile a quello delle unità della precedente classe Alpino, da cui le nuove unità derivavano, con la tenuta al mare migliorata attraverso l'adozione di una prora più alta e più slanciata e bulbo prodiero di dimensioni ridotte. Le Lupo presentavano ponte continuo senza castello, con lo scafo in acciaio ad alta resistenza suddiviso in quindici compartimenti stagni e sovrastrutture in alluminio. La continuità del ponte di coperta era interrotta dal cassero centrale, sormontato da un blocco prodiero costituito dalla plancia, la C.O.C. e sormontato da un albero di trinchetto per il sostegno dell'antenna del radar di scoperta di superficie ed aerei a bassa quota. Proseguendo verso poppa la sovrastruttura presentava un secondo blocco, collegato con il primo tramite una tughetta, che accoglieva le condotte/prese di d'aria comburente dell'apparato motore (in particolare le grosse condotte - plenum di aspirazione aria comburente delle TT.AA.GG.) ed un vistoso ed ampio fumaiolo di forma squadrata così realizzato principalmente per ospitare le altrettante voluminose condotte di scarico gas esausti delle TT.AA.GG. e i portelli di chiusura telecomandabili delle stesse, mentre le condotte di scarico dei Diesel di propulsione erano posti lateralmente all'unghia. A proravia del fumaiolo era poi sistemato un albero alla cui sommità era collocato il radar di scoperta aeronavale, mentre a poppavia del fumaiolo trovavano collocazione, uno su ciascun lato, due radar di direzione di tiro e sul cielo del secondo blocco trovavano posto altre elettroniche e il sistema missilistico antiaereo. Alle spalle del secondo blocco c'era l'hangar di tipo telescopico a due sezioni; a differenza della classe Alpino, il cui ponte di volo era in posizione sopraelevato, sulle Lupo il ponte di volo rettangolare, di circa 24×10 metri, era costituito dalla parte finale del ponte di coperta. La poppa era di tipo a specchio piuttosto larga.
Le Lupo nonostante avessero dimensioni più piccole ed una stazza più leggera rispetto alle coeve come le britanniche Type 21 e Type 22, le statunitensi Knox e Perry o le MEKO sono dotate di un armamento antiaereo (AAW), antinave (ASuW) ed antisommergibile (ASW) notevole, mentre l'elevata automatizzazione ha permesso una notevole riduzione del personale imbarcato, con circa 180 uomini di equipaggio, notevolmente inferiore se paragonato a navi di stazza e dimensioni simili come le britanniche Leander che avevano 250 uomini di equipaggio con un armamento notevolmente inferiore.

## Propulsione e Ausiliari
L'Apparato Motore è di tipo CODOG (COmbined Diesel Or Gas) con due turbine a gas Fiat-General Electric LM-2500 e due motori diesel Grandi Motori Trieste A-230-20M.

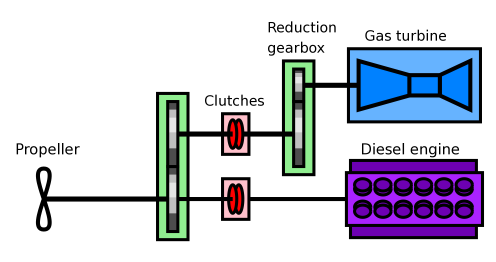
Schema di funzionamento del sistema di propulsione CODOG delle fregate Lupo

Il sistema sviluppa una potenza di 50000 HP (36765 kW) con la propulsione a turbogas e 7800 hp (5735 kW) con la propulsione Diesel. Ogni linea d'asse era composta da turbina a gas, riduttore di giri a doppia riduzione e ruota lenta del tipo locked-trained della ditta svizzera MAAG e dal Diesel denominato Motore Termico Principale. L'inserzione in asse delle motrici era resa possibile per la turbina, con apposito giunto autosincronizzante SSS, posto nel riduttore, azionato idraulicamente e per differenza di inerzia fra motore primo e riduttore e per il Diesel mediante giunto a frizione marca RE azionato pneumaticamente i cui ferodi ad alto coefficiente di attrito, per mezzo di gonfiaggio di una camera d'aria anulare, venivano traslati passivamente ingranando su altri ferodi calettati col riduttore.
Le navi hanno due eliche a quattro pale a passo variabile, dal diametro di 3,7 m e raggiungono la velocità massima con l'ausilio dei soli motori diesel di 18 nodi con punte massime di 21 nodi a 1140 giri/min per ogni Diesel e con la propulsione a turbogas di 35 nodi che, all'epoca della loro entrata in servizio, ne facevano le navi più veloci della loro categoria. Le Lupo venezuelane hanno motori diesel A-230-20M che sviluppano una potenza di 8000 hp leggermente maggiore delle altre, e che sono stati sostituiti con nuovi motori diesel MTU 20V 1163 dopo lavori di ammodernamento nelle prime due unità.
Il governo era assicurato da due timoni, sistemati nel flusso delle eliche, con un angolo di barra di 35° per lato.
L'autonomia ad una velocità di 15 nodi è di 4000 miglia.
Per la produzione dell'energia elettrica a bordo provvedevano quattro gruppi elettrogeni Diesel alternatori GMT A-230-6M (due in un locale dedicato a prora, il locale DD-AA e altri due ospitati in locale Motori Termici Principali assieme ai due Diesel di propulsione) da 750 kW ciascuno e quindi complessivamente circa 3000 kW di potenza elettrica..
L'energia elettrica, organizzata ancora "per servizi" prodotta dai Diesel generatori veniva convogliata per i nr.2 Diesel di prora in Centrale Elettrica di prora e per i nr.2 Diesel di poppa in Centrale Elettrica di poppa. Le due centrali venivano poi monitorate dalla consolle in C.S. (Centrale di Sicurezza) posta sul ponte di sicurezza. E potevano essere collegate fra loro da due connessioni (sbarre) o condotte separatamente (Centrali Separate). Entrambe alimentavano le utenze vitali (con linea di normale da una centrale e linea di riserva dall'altra centrale alternativamente secondo l'assetto prescelto) e quelle non vitali. Dalla Centrale Elettrica di poppa arrivava, quando in porto, l'alimentazione da terra dalla presa da terra posta in colonnina in locale Agghiaccio Timoni. La condotta da remoto dei Diesel Generatori era possibile mediante due centraline della ditta "Carlo Gavazzi", una posta in Centrale Elettrica di prora e una posta in Centrale Elettrica di poppa.
Notevoli novità per la gestione automatizzata dell'apparato motore furono introdotte con queste navi. La condotta dell'apparato motore poteva essere assicurata in locale in prossimità degli impianti (per la condotta delle TT.AA.GG. in locale vi era un bancalino di gestione, per la regolazione del passo delle eliche vi erano dei quadri in locale MM.TT.PP. e i comandi di emergenza a mano nei locali tunnel asse, per i Diesel sui motori stessi, mentre per le manovre di inserzione giunti vi erano i comandi dedicati sui riduttori di giri), ma soprattutto da remoto in C.P. (Centrale di Propulsione) posta sotto il ponte di sicurezza nello stesso compartimento stagno del locale MM.TT.PP. sia in telecomando che in automatico (mediante l'impianto automazione mod. 7206 della ditta italiana SEPA che provvedeva anche alla condotta da remoto degli ausiliari Apparato Motore) e dalla plancia (solo alcune funzioni) in automatico (sempre con consolle SEPA).

## Armamento
Le Lupo sono delle navi armate notevolmente, specie se si considerano le dimensioni e la stazza delle navi. Le varie versioni in cui sono state costruite presentano delle variazioni nell'armamento.
L'armamento artiglieresco è costituito da un singolo cannone prodiero 127/54mm Compatto dell'Oto Melara e dalle due mitragliere binate del sistema di difesa ravvicinata contraerea Dardo collocato sul ponte di coperta sulle due fiancate a poppavia del fumaiolo.
| Parte dell'armamento della fregata venezuelana Mariscal Sucre; sono visibili i cannoni binati da 40mm del CIWS, i lanciatori degli OTOMAT ed il lanciatore dei missili Aspide | Il cannone da 127/54 della fregata venezuelana Mariscal Sucre |

Il cannone 127/54 mm Compatto è un'arma duale che ha una cadenza di tiro di 45 colpi al minuto e in grado di colpire in un raggio di 15 km bersagli aerei e di superficie. Pur essendo un'arma polivalente, il suo compito principale è comunque la difesa contraerea piuttosto che quella di arma multiruolo.
Il sistema di difesa ravvicinata contraerea era costituito da due impianti binati da 40/70 mm integrati nel CIWS Breda Dardo a tiro rapido con una cadenza di tiro fino a 600 colpi al minuto, che con la loro gittata sono inoltre validi anche contro bersagli di superficie. Il suo sistema di guida verte sul radar RTN-10X e sul radar RTN-20X in banda I/J. Il radar RTN-20X ha compiti di scoperta aerea per la direzione di tiro, mentre il radar RTN-10X ha compiti di controllo del fuoco ed inseguimento bersagli. Il Dardo ha avuto una notevole diffusione per i tempi di reazione, importantissimi per un sistema del genere, e per la velocità di inseguimento bersagli. Le torrette, con la caratteristica calotta bianca in vetroresina rinforzata, sono prive di equipaggio e sono esclusivamente telecomandate dalla direzione del tiro della nave, senza quindi impianti di tiro sull'affusto stesso. Le munizioni comprendono proiettili dotati di spolette di prossimità con una quantità di esplosivo di tipo molto energico che trasforma il corpo della granata in oltre 2400 frammenti, di cui 600 sono palline di tungsteno, in grado di perforare circa 10 mm di alluminio a una decina di metri. Con una cadenza di tiro combinata di circa 600 colpi al minuto non sarebbe stato infatti possibile aspettarsi elevati risultati con impatti diretti o con spolette a tempo di tipo classico, ma con le munizioni con spoletta di prossimità è possibile causare molti danni, mettendo così fuori uso i sistemi di guida dei missili antinave. Sono disponibili anche proiettili HE di tipo esplosivo e proiettili AP-T perforanti e traccianti per impatti diretti, possibili però solo entro il raggio di un migliaio di metri. In questo caso la distruzione del missile o dell'aereo è immediata, ma meno probabile. Le munizioni perforanti ed esplosive stanno insieme nel sistema di caricamento. Vi sono due depositi, uno per cannone, ciascuno dei quali serve una canna, e capaci di ospitare centinaia di proiettili, sparandoli tutti in rapida sequenza.
I due complessi binati adottati furono posizionati direttamente lungo il ponte di coperta subito dopo i due lanciatori poppieri OTOMAT hanno una cadenza di tiro per canna di circa 300 colpi al minuto. Le torrette Breda furono preferite alle torrette Oerlikon-OTO da 35/90mm, che si stavano montando sulle corvette Wadi M'ragh destinate alla Libia con cadenza di tiro per canna di circa 550 colpi al minuto, inferiore rispetto ai 600 colpi al minuto del Dardo. Altre considerazioni della scelta furono il minor peso (5 t contro le 8 t delle Oerlikon-OTO), la maggiore gittata (12 km contro gli 8 km), il costo inferiore, la maggiore efficacia antimissile, e l'alta flessibilità ed efficienza del munizionamento del Dardo, che utilizzava sia proiettili a dispersione (sferette particolarmente efficaci nel tiro antimissile) sia spolette di prossimità, al contrario di quello del sistema Oerlikon, che inoltre risentiva anche di problemi operativi essendo un'arma nata per installazioni ed impieghi terrestri e non navali.
Le Lupo venezuelane hanno anche due mitragliere M-2 da 12,7 mm antiaeree.
La componente missilistica consiste in un sistema lanciamissili Albatros ad otto celle dotato inizialmente di missili terra-aria Sea Sparrow e successivamente di missili Aspide, e da otto o quattro lanciatori per missili Otomat posti sui due bordi della nave.
Sulle unità italiane inizialmente il sistema missilistico superficie-aria adottato fu il NATO Sea-Sparrow, al cui programma di sviluppo l'Italia aveva dato la propria disponibilità, che per tale ragione venne preferito al sistema Albatros, di progettazione italiana, già disponibile ed imbarcato sulle "Lupo" destinate al mercato estero. Il Sea Sparrow era nato nella seconda metà degli anni sessanta come versione navalizzata dell'AIM-7E e sviluppato, su richiesta e specifiche NATO con la partecipazione dell'industria italiana, che contemporaneamente era impegnata nello sviluppo dell'analogo sistema superficie-aria Albatros. Il risultato di questa situazione fu che la sceltada parte della Marina Militare per le “Lupo” del sistema Sea Sparrow, mentre le omologhe unità destinate al mercato estero furono dotate del sistema Albatros.
La marina peruviana ha dotato le sue fregate tipo Lupo anche dei missili di fabbricazione sovietica Igla.
Al sistema Sea Sparrow/Albatros è affidata la difesa antiaerea a medio raggio. Le celle di lancio erano collocate sul cielo del secondo blocco a poppavia del fumaiolo e del radar guida missili Raytheon Mk. 95 asservito al sistema. I missili, a guida radar semiattiva, hanno un raggio d'azione di 15 km, con una testata a frammentazione dal peso di 33 kg, sono costruiti dall'industria italiana Selenia e sono molto simili oltre che fisicamente compatibili ai Sea Sparrow, ma hanno elettronica, testata e motori di progettazione italiana e possono raggiungere punte di velocità di oltre 4 Mach. L'innovazione tecnica elettronica, più importante rispetto agli Sparrow, riguardava la guida monoimpulso che lo rendeva molto resistente alle ECM oltre ad aumentarne la precisione. Altra differenza rispetto allo Sparrow è quella di avere tutte e quattro le ali di manovra, situate a metà fusoliera, completamente indipendenti, a differenza del missile statunitense, che ne aveva due accoppiate e due indipendenti. Questo notevolissimo vantaggio di avere le ali di manovra completamente indipendenti migliorava notevolmente la manovrabilità dell'Aspide rispetto a tutti i concorrenti dell'epoca. Un'ulteriore differenza con lo Sparrow era la diversa testa di guerra che nell'Aspide era frammentata ed al momento dell'esplosione, lanciava frammenti metallici in diverse direzioni.
| Lancio di un missile Aspide dall'Almirante García durante l'esercitazione UNITAS XXV | Un missile Otomat della marina peruviana, principale arma antinave delle fregate tipo Lupo |

La capacità antinave delle unità era affidata a otto lanciatori singoli per missili superficie-superficie OTOMAT Mk. 1, le cui le celle di lancio erano collocazione in posizione simmetrica sulle due fiancate, con quattro celle sistemate due per ogni lato sul cassero centrale ai lati della plancia e le altre quattro su apposite mensole sul ponte di coperta ai lati del secondo blocco a poppavia del fumaiolo.
Il missile Otomat, a cui è affidata la difesa antinave a lungo raggio, a guida radar attiva è stato sviluppato dal consorzio Oto Melara-Matra, da cui il nome Otomat. La caratteristica principale è la lunga gittata, che può raggiungere i 120-180 km, ottenuta con un motore a turbina; si tratta di un missile molto potente, con una testata da 210 kg per circa 800 kg di peso totale, che è stato prodotto in oltre 1000 esemplari a partire dal 1975 e la sua evoluzione è il sistema Teseo.
Il missile progettato attorno al 1967 venne sperimentato tra il 1971 e il 1972 e la prima versione denominata OTOMAT Mk. 1 venne messa in servizio nel 1976 e le Lupo furono le prime unità ad esserne equipaggiate.
La versione Mk. I aveva una gittata di 60 km e non poteva essere controllato dopo il lancio.
La versione successiva Mk. 2 sviluppata a partire dal 1973, venne utilizzata, almeno inizialmente solo nelle Lupo italiane.
La guida a mezza corsa, vero plus di questo missile, dà la possibilità di attaccare bersagli navali oltre l'orizzonte con il sistema di aggiornamento Datalink. L'operazione di correzione di mezza corsa è però delicata. L'elicottero AB-212ASW nelle versioni dotate del sistema Datalink TG-2 deve scoprire il bersaglio e aspettare poi il missile, che deve passargli sotto per ricevere i segnali.
Se però l'elicottero vola a bassa quota, può essere molto pericoloso se il nemico ha velivoli da intercettazione o anche altri elicotteri, come ad esempio un Lynx assai più veloce e maneggevole di un AB-212ASW e lo spostamento dell'elicottero anche solo di alcune centinaia di metri può portare al mancato aggancio del bersaglio.
Senza l'ausilio del sistema Datalink TG-2, la distanza utile arriva ad almeno 60 km, che corrisponde alla gittata dell'Otomat Mk 1, versione che originariamente ha equipaggiato sia le fregate costruite per la Marina Militare Italiana, sia le unità costruite per committenti esteri. Per tiri a distanze superiori, in assenza del sistema TG-2, data l'impossibilità di aggiornamento dovrebbe verificarsi, affinché il missile non vada quasi certamente a vuoto, che la nave sia immobile o in moto lento.
L'armamento silurante consiste in due lanciasiluri tripli del tipo ILAS-3, praticamente copie del tipo MK 32 americano, armati con siluri leggeri A244 da 324 mm, che costituiscono un miglioramento del tipo Mk 44 apparso negli anni cinquanta, con raggio d'azione di 7 km ed una dotazione di 12 siluri per autodifesa ed impiego antisommergibile. Il siluro A244/s è un tipo di siluro leggero che può essere lanciato sia dalla nave che dall'elicottero di bordo, con capacità di autoguida attiva grazie al mini-sonar nella testata individuando il bersaglio mediante sensori acustici. I due complessi trinati sono stati sistemati su ciascun lato al termine del cassero centrale.

## Elettronica di bordo
Nei limiti di quanto concesso dall'elettronica disponibile negli anni settanta e dalla taglia della nave, si volle dare alle Lupo una dotazione elettronica quanto più completa possibile per far fronte alle minacce ad alta tecnologia che si prospettavano nei nuovi scenari che il futuro lasciava prevedere.
Il sistema elettronico delle Lupo ha compreso fin dall'inizio:
- 3 radar di scoperta
- 4 radar di controllo del tiro
- 1 sistema ESM/ECM
- 2 lanciatori di falsi bersagli
- 1 sonar a scafo
- Apparati vari di comunicazione
- Vari illuminatori
- I sistemi di bordo dell'elicottero, vero e proprio sensore remoto della nave.

Le unità costruite per committenti esteri o costruite all'estero su licenza, presentavano rispetto alle unità della marina italiana delle variazioni nell'elettronica di bordo.
All'inizio degli anni novanta sulle unità in servizio nella marina italiane è stato installato il sistema satellitare SATCOM, mentre le navi venezuelane sottoposte a lavori riammodernamento sono equipaggiate del sistema di navigazione Sperry marine MK 39 e del sistema di comunicazione integrato SHINCOM 2100 della DRS Technologies.
Il sistema principale costituito dal radar di scoperta aeronavale a medio raggio Selenia MM/SPS-774 (RAN-10S) la cui antenna OA-3 trovava posto sull'albero posteriore collocato a proravia del fumaiolo in una struttura di tipo mack. Il radar, che opera in banda E\F, controlla lo spazio aereo in un raggio di circa 180 km e viene integrato, per la scoperta aerea a corto raggio e quella di superficie, dal più piccolo radar SMA MM/SPQ-2F (RAN-12LX) in banda X associato all'interrogatore IFF MM/UPC-718, collocato sull'albero di trinchetto che sormonta la plancia. Il radar di navigazione è il tipo SPN-703, almeno nella dotazione originaria, collocato sul trinchetto su di un trespolo metallico in posizione elevata. Le unità italiane dopo gli ammodernamenti effettuati all'inizio degli anni novanta sono state dotate del radar di superficie SPS-702A CORA. Con questi tre sensori dedicati è in pratica possibile svolgere al meglio tutte le mansioni di scoperta aerea, di superficie e navigazione con sensori dedicati ed indipendenti. In particolare giova apprezzare la ridondanza dei due radar di scoperta che seguono la linea delle navi americane piuttosto che la dotazione delle fregate europee, spesso limitata ad un unico radar di scoperta e uno o due di navigazione e inizialmente l'unità capoclasse era sprovvista del radar MM/SPS-774 (designazione della Marina italiana del radar RAN-10) e del relativo albero di sostegno posto a proravia del fumaiolo. La presenza di un tale sistema era considerata necessaria per aumentare la capacità di scoperta contro bersagli difficili, specialmente a volo radente o piccole unità navali, che i radar unici di scoperta combinata potrebbero non riuscire a vedere. Inoltre in questo modo esiste un sistema di backup in caso si verifichino avarie ad uno dei due radar.
Le Lupo peruviane, hanno come radar di sorveglianza e ricerca aerea il Thales Nederland LW-08, come radar di superficie il RAN-11L/X, che trova posto anche sulle Artigliere e come radar di navigazione il britannico Decca BridgeMaster II, mentre sulle prime due unità venezuelane sottoposte a lavori di ammodernamento è stato installato il nuovo radar di sorveglianza e ricerca aerea Elta EL/M-2238 Star 3D di fabbricazione israeliana.
Per l'illuminazione dei bersagli ed il controllo del tiro delle artiglierie vi sono sistemi dedicati per tutte e quattro le armi antiaeree presenti a bordo, permettendone il migliore uso anche contro minacce multiple. Sul cielo della plancia trovava posto la Direzione di tiro Selenia SPG-70 con centrale Argo NA 10 Mod. 2 e radar Orion RTN 10X per il cannone da 127/54 mm e per il sistema missilistico Sea Sparrow, che aveva un radar di illuminazione dedicato. A poppavia del fumaiolo trovavano collocazione, uno su ciascun lato, due radar di direzione del tiro Selenia SPG-74 con centrale Argo NA 20 e radar Orion RTN 20X per il sistema CIWS Breda Dardo e sul cielo del secondo blocco trovavano posto un'antenna HF e il radar guida missili Raytheon Mk. 95 di acquisizione USA a poppavia del quale erano collocate le celle di lancio del sistema Albatros/Sea Sparrow.
Nelle navi della classe Artigliere, in una configurazione più recente, vi sono due radar RTN-10X abbinati ad altrettante centrali per la direzione del tiro del tipo NA-21, mentre in entrambi i casi la difesa abbinata ai CIWS ha due centrali di tiro NA-20 abbinate ad altrettanti radar RTN-20X. La principale differenza è data dal fatto che entrambi gli RTN-10X delle unità Classe Artigliere hanno la capacità di generare onda continua e guidare i missili Sparrow/Aspide, conferendogli migliori capacità di intercettazione. Gli illuminatori nelle unità destinate all'esportazione, sono a bassa potenza rispetto a quelli delle Lupo italiane o delle Maestrale e di altre navi italiane, e uguali a quelli delle corvette Minerva. Sulle Mariscal Sucre venezuelane riammodernate per il controllo e la direzione del tiro è stato installato il sistema a guida ottica Elbit ENTCS 2000.
A completare la dotazioni dei sensori è il sonar a media frequenza di attacco e ricerca attiva Raytheon DE 1160B montato nella parte anteriore dello scafo, mentre non esiste la componente trainata dietro la nave, che era stata richiesta ed installata sulle navi irachene, salvo poi essere sbarcata dopo la trasformazione in Artigliere. Il sonar DE 1160B è un apparato americano, praticamente standard per le navi dell'US Navy. Il sonar non ha un elemento a profondità variabile, cosa che limita la capacità di scoprire sottomarini, specie in caso di maltempo o di alta velocità della nave, in quanto la componente a profondità variabile è necessaria per poter cercare con una certa efficacia i sommergibili nascosti sotto lo strato termico, mentre i sonar a scafo, ad alta velocità, diventano praticamente inutilizzabili per il rumore prodotto nel movimento. Un altro sonar, l'ASQ-13B, è usato dagli elicotteri ed è un sonar filabile, che ha capacità di hovering con il pilota automatico su punti prefissati.
Le Lupo peruviane e venezuelane adottano il sonar a scafo EDO 610E(P), di fabbricazione americana, che nelle unità venezuelane riammodernate è stato sostituito dal sonar a scafo Northrop Grumman SQS-53C anche questo di fabbricazione americana.
Le Lupo sono dotate di due lanciarazzi multipli ognuno di 20 tubi Breda da 105mm per chaff/flares, integrati nel sistema SCLAR, posizionati simmetricamente sul cassero ai lati del primo blocco. Lo SCLAR, utilizzato generalmente dalle navi per il lancio di falsi bersagli, elevabile e brandeggiabile, può lanciare anche razzi esplosivi HE con 12 km di gittata massima. Questo sistema, che ha avuto molto successo tra gli anni settanta e ottanta, è poi via via decaduto, sostituito, nelle Lupo venezuelane che sono state modernizzate da lanciatori Mk 137 da 130 mm e sulle navi italiane più recenti, come i cacciatorpediniere De La Penne, dai lanciarazzi Dagaie da 330 mm a 10 canne, specializzati nella ECM e con una maggiore capacità di carico per ciascun razzo.
Il sistema ECM SLQ-D sono per il jamming attivo, mentre il sistema ESM SLR-4 fa un uso passivo dello spettro elettromagnetico per rilevare, identificare, localizzare e interpretare le potenziali minacce o i bersagli. Le Lupo venezuelane della Classe Mariscal Sucre sottoposte a riammodernamento sono ora dotate del sistema ESM/ECM Elisra NS 9003/9005.
La protezione elettronica antisiluro è affidata al sistema AN/SLQ-25 Nixie, usato anche dalla US Navy, dalla Royal Navy e da molte marine NATO. Consiste in un apparato, filabile in mare, che emette segnali di disturbo, come il rumore di un'elica o del motore per ingannare e deviare un siluro. Una versione più moderna di questo sistema, denominata AN/SLQ-25B, è dotata di sensori in grado anche di individuare e localizzare sommergibili e siluri in arrivo.
Le unità erano dotate di sistema di comando e controllo SADOC 2 TCS Selenia IPN-20, che aveva il compito di visualizzare la situazione tattica e controllare e coordinare i vari sistemi d'arma e le informazioni ricevute da tutti i sensori. Il sistema era installato con due console multifunzionali orizzontali a tre posti quattro console multifunzionali verticali per singolo operatore, una console dedicata per il sonar, una console dedicata per la guerra elettronica, una console dedicata per il Teseo, una console dedicata per il Sea Sparrow e tre console dedicate per le artiglierie di bordo, collocatein locali diversi dalla centrale operativa di combattimento.

## Elicottero
A completare le difese della nave è l'elicottero AB-212 ASW in versione antisommergibile, vero e proprio sensore remoto della nave, dotato di siluri e sonar filabili. Il radar originariamente installato era l'inglese MEL ARII 5955, caratterizzato da una piccola cupola aguzza che è stato sostituito dal modello SMA APS-705, sistema standard per gli elicotteri della Marina Italiana. La struttura, posta sopra il tettuccio, è a forma di cilindro basso e largo ed è in grado di scoprire bersagli di grandi dimensioni, con mare forza 4 in un raggio di 140 km, con la distanza media di scoperta che scende intorno ai 50-70 km con navi di media grandezza. Le dotazioni di bordo comprendono anche il sofisticato sistema di navigazione e posizionamento IFF, ed originariamente anche le installazioni per i missili aria-superficie AS.12, a guida ottica, che avevano una gittata di 8 km ed il cui relativo sistema di guida XM-58 trovava posto in cabina. Per l'armamento sono disponibili (nei modelli originari) 2 siluri A244, Mk 44 o Mk 46, 2 cariche di profondità da 161 kg o 2 missili AS.12. Questi ultimi sono stati sbarcati, essendo armi filoguidate senza una vocazione specifica per la lotta antinave e non avrebbero potuto essere efficaci contro le navi maggiori a causa dell'estrema vulnerabilità dell'elicottero costretto a rimanere in volo lento per almeno 30-50 secondi in un raggio di 8 km, sempre che le condizioni meteo consentissero buona visibilità. Alcuni AB-212 destinati all'esportazione hanno ottenuto missili più validi come i Marte o i Sea Skua.
Sulle unità destinate alla Marina Italiana la presenza a bordo dell'elicottero non era inizialmente prevista, ma ci fu un ripensamento da parte della Marina Militare, che considerò utile l'impiego di un vettore sia in funzione ASW sia in quella AsuW, con la possibilità di dirigere e controllare, dopo il lancio, i missili lungo la curvatura terrestre. Le sistemazioni per l'unico elicottero presente a bordo erano piuttosto spartane e la tipologia dell'hangar adottato per le "Lupo" italiane era diversa dalle unità costruite per Perù e Venezuela. Le unità italiane adottarono un hangar telescopico che quando esteso precludeva l'uso del ponte di volo, mentre le altre avevano hangar fisso che presentavano il vantaggio di poter ottenere migliori benefici per la componente elicotteristica, con l'utilizzo di ponte di volo più ampio, ma lo svantaggio di non poter ricaricare il lanciatore del sistema Albatros, che poteva utilizzare solo i missili contenuti nelle otto celle. Nelle unità della Marina Militare si era ipotizzato´un compromesso, rinunciando a sistemazioni elicotteristiche complete, optando una piattaforma di appontaggio condivisa, verso proravia con il lanciatore Sea Sparrow. Tale piattaforma di appontaggio non era estesa sino a poppa, risultando simile al ponte di volo degli Alpino. Tale configurazione era stata mantenuta sino ad una fase abbastanza avanzata della costruzione e la modifica del secondo blocco della sovrastruttura e quella correlata del ponte di volo risultò abbastanza complessa e costosa risultò la modifica del secondo blocco delle sovrastrutture e quella correlata del ponte di volo, anche se l'operazione venne facilitata dal parallelo sviluppo delle specifiche richieste dalla Marina Peruviana e dalle trattative con la Marina Venezuelana.
Nelle fregate peruviane l'hangar era di tipo fisso e su due di esse sono state effettuate negli anni recenti delle modifiche al ponte di volo per potere accogliere a bordo gli elicotteri ASH-3D Sea King.
| L'elicottero ASH-3D della Mariategui in appontaggio durante l'esercitazione UNITAS 42-01 | Un elicottero AB-212 ASW imbarcato sulle Carvajal in appontaggio sull'incrociatore americano USS Thomas S. Gates (CG 51) della classe Ticonderoga durante l'esercitazione UNITAS 46-05 |

## Italia
Agli inizi degli settanta allo scopo di affrontare la minaccia sovietica nel Mediterraneo la Marina Militare avviò un programma di ammodernamento della sua flotta, per complessivi mille miliardi di lire che comprendeva la costruzione di fregate multiruolo da impiegare nella lotta ASW, nella protezione ASuW per la scorta di convogli e forze navali, nel supporto ad operazioni anfibie, nel pattugliamento costiero e dotate anche di buona protezione AAW. Nacquero così le classi di fregate multiruolo Lupo e Maestrale con le Lupo che avevano come funzione prioritaria l'impiego nella lotta antinave e le Maestrale con una maggior propensione alla lotta antisommergibile. Le Maestrale sono ancora in servizio, in attesa di venire progressivamente sostituite dalle nuove fregate multiruolo FREMM, mentre le Lupo in servizio nella Marina Militare fino ai primi anni del nuovo millennio stanno vivendo, a dimostrazione della validità del progetto, una seconda vita nella marina peruviana affiancando le unità tipo Lupo che la marina del Perù aveva messo in servizio tra la fine degli anni settanta e nel corso degli anni ottanta.
| Marina Militare - Classe Lupo | Marina Militare - Classe Lupo | Marina Militare - Classe Lupo | Marina Militare - Classe Lupo | Marina Militare - Classe Lupo                             |
| Matricola                     | Nome                          | Cantiere                      | Entrata in servizio           | Destino finale                                            |
| ----------------------------- | ----------------------------- | ----------------------------- | ----------------------------- | --------------------------------------------------------- |
| F 564                         | Lupo                          | Riva Trigoso                  | 20 settembre 1977             | Venduta al Perù nel 2004 e ribattezzata Palacios          |
| F 565                         | Sagittario                    | Riva Trigoso                  | 18 novembre 1978              | Venduta al Perù nel 2006 e ribattezzata Quiñónes          |
| F 566                         | Perseo                        | Riva Trigoso                  | 1º marzo 1980                 | Venduta al Perù nel 2006 e ribattezzata Coronel Bolognesi |
| F 567                         | Orsa                          | Riva Trigoso                  | 1º marzo 1980                 | Venduta al Perù nel 2004 e ribattezzata Aguirre           |

### Servizio
Le unità della "classe Lupo" hanno operato prevalentemente nell'ambito della 5ª Squadriglia Fregate della II Divisione Navale di base a Taranto, dopo che inizialmente due di esse, Orsa e Perseo erano state dislocate a La Spezia presso la 5ª Squadriglia fregate della I Divisione Navale, ma che successivamente vennero ridislocate presso la 5ª Squadriglia Fregate, affiancando Lupo e Sagittario, dopo l'ingresso in squadre delle prime unità della classe Maestrale. Queste unità hanno avuto una vita operativa molto intensa, svolgendo anche attività di rappresentanza, con la fregata Lupo che dopo essere entrata in servizio effettuò insieme al cacciatorpediniere Ardito la circumnavigazione del globo, toccando tra luglio 1979 e febbraio 1980 ben 33 porti di Africa, Asia e delle Americhe, transitando sia dal canale di Suez che dal canale di Panama. Le unità furono impiegate nel golfo Persico, prima nella parte finale della guerra Iran-Iraq (1987-88) nella Operazione Golfo 1 in difesa del traffico marittimo come scorta alle petroliere e successivamente facendo parte della coalizione internazionale durante la prima Guerra del Golfo (1990-1991) nella operazione Golfo 2. Al ritorno, tra il 1991 e il 1994 vennero riammodernate soprattutto nell'elettronica di bordo, con il nuovo radar di superficie SPS-702A CORA e l'adozione del sistema satellitare SATCOM. Anche l'armamento è stato potenziato con dei nuovi lanciatori doppi per i missili Teseo, evoluzione degli Otomat, e l'adeguamento del sistema Albatros reso compatibile anche per l'impiego di missili Aspide e dei più evoluti RIM-7 Sea Sparrow.
| L'Orsa nei primi anni ottanta | La fregata Sagittario nel 1983 durante l'esercitazione Distant Drum |

### Storia
Le fregate italiane della classe Lupo avevano nomi di torpediniere della Regia Marina che avevano preso parte alla seconda guerra mondiale. Lupo, Sagittario e Perseo facevano parte della classe Spica, mentre Orsa faceva parte della classe omonima. Lupo e Sagittario si erano particolarmente distinte nell'appoggio dato alle truppe tedesche durante la battaglia di Creta. Il Lupo riuscì a proteggere un convoglio tedesco rientrando con lo scafo crivellato di colpi, mentre il Sagittario, nel proteggere un convoglio tedesco, tenne da solo testa ad un'intera formazione inglese. I comandanti delle due unità Francesco Mimbelli e Giuseppe Cigala Fulgosi vennero decorati di Medaglia d'Oro al Valor Militare così come la bandiera di guerra del Lupo. Sagittario e Orsa dopo il conflitto entrarono a far parte della Marina Militare Italiana.

### Classe Soldati
L'Iraq ordinò nel 1981 ai cantieri italiani quattro Lupo, sei corvette tipo Al Assad e una nave da rifornimento tipo Stromboli, ma nessuna di queste unità entrò in servizio nella marina irachena a causa dell'embargo, dovuto prima alla guerra Iran-Iraq e poi alla prima guerra del Golfo. Le Lupo irachene, completate tra il 1985 e il 1987, consegnate alla marina irachena e subito poste sotto sequestro, dopo un fermo decennale sono state acquistate nel 1994 dalla Marina Militare Italiana ed immesse in servizio tra il 1994 e il 1996 come Classe Soldati. Si tratta di navi molto veloci e ben armate, sia con missili contronave che con sistemi CIWS per la difesa contraerea, ma non sono dotate di alcun armamento antisommergibile ed in considerazione della mancanza di capacità ASW le unità sono impiegate e ufficialmente classificate come pattugliatori di squadra. La loro acquisizione venne caratterizzata da forti polemiche dovute agli elevati costi di adattamento, quantificati in 150 miliardi di lire nonostante si sia rinunciato a varie capacità operative. Le unità sono inquadrate tuttavia nell'ambito del COMFORAL, il Comando delle Forze d'Altura, nel COMSQUAFR 1 di Taranto, in seguito alla dismissione delle Lupo, dopo che in un primo momento erano state assegnate alla base di La Spezia.
Tra le attività svolte dalle unità di questa classe c'è stata la circumnavigazione del globo effettuata dal pattugliatore Bersagliere insieme al cacciatorpediniere Durand De La Penne. Le due unità, come avevano fatto 17 anni prima il Lupo e l'Ardito, salpate il 12 luglio 1996, sono rientrate a Taranto il 4 aprile 1997 dopo aver percorso oltre 46000 miglia e toccato 35 porti di 23 nazioni.
Le unità della classe Artigliere hanno nomi di cacciatorpediniere della seconda guerra mondiale della classe Soldati.
| Marina Militare - Classe Soldati tipo Lupo | Marina Militare - Classe Soldati tipo Lupo | Marina Militare - Classe Soldati tipo Lupo | Marina Militare - Classe Soldati tipo Lupo | Marina Militare - Classe Soldati tipo Lupo | Marina Militare - Classe Soldati tipo Lupo | Marina Militare - Classe Soldati tipo Lupo | Marina Militare - Classe Soldati tipo Lupo | Marina Militare - Classe Soldati tipo Lupo | Marina Militare - Classe Soldati tipo Lupo |
| Matricola                                  | Nome                                       | Cantiere                                   | Nome originario                            | Impostazione                               | Varo                                       | Entrata in servizio Marina Militare        | Base                                       | Disarmo                                    | Destino finale                             |
| ------------------------------------------ | ------------------------------------------ | ------------------------------------------ | ------------------------------------------ | ------------------------------------------ | ------------------------------------------ | ------------------------------------------ | ------------------------------------------ | ------------------------------------------ | ------------------------------------------ |
| F 582                                      | Artigliere                                 | CNR Ancona                                 | Hittin F-14                                | 31 marzo 1982                              | 27 luglio 1983                             | 29 ottobre 1994                            | Taranto                                    | 13 dicembre 2013                           | Demolita ad Aliağa (Turchia) nel 2024      |
| F 583                                      | Aviere                                     | CNR Ancona                                 | Dhī Qār F-15                               | 3 settembre 1982                           | 18 dicembre 1984                           | 4 gennaio 1995                             | Taranto                                    | 16 luglio 2018                             |                                            |
| F 584                                      | Bersagliere                                | CNR Ancona                                 | Al-Yarmuk F-17                             | 7 aprile 1982                              | 20 giugno 1985                             | 28 novembre 1995                           | La Spezia                                  | 17 aprile 2018                             | Demolita ad Aliağa (Turchia) nel 2024      |
| F 585                                      | Granatiere                                 | Riva Trigoso                               | Al-Qadissiah F-16                          | 1º dicembre 1983                           | 14 novembre 1985                           | 20 marzo 1996                              | Taranto                                    | 30 settembre 2015                          | Demolita ad Aliağa (Turchia) nel 2021      |

| Il pattugliatore Granatiere negli anni ottanta all'Arsenale di La Spezia in allestimento per la marina irakena con il nome Al-Qadisiyya | Unità in allestimento per l'Iraq a metà degli anni ottanta: in primo piano due corvette tipo Al-Assad, dietro due fregate tipo Lupo; con la matricola F-17 la Al-Yarmuk entrerà a far parte della Marina Militare con il nome Bersagliere |

## Esportazioni

### Perù
Il Perù, coinvolto nel programma Lupo sin dall'inizio, dopo aver acquistato le prime quattro fregate, commissionate sin dal 1973, ha acquistato le quattro Lupo italiane, dopo la loro radiazione immettendole in servizio tra il 2004 e il 2006.
Le fregate tipo Lupo costituiscono nella Marina Peruviana la classe Carvajal, con le unità precedentemente in servizio nella Marina Militare che costituiscono la sottoclasse Aguirre e prendono il loro nome da eroi di guerra peruviani, in particolare di eroi della guerra del Pacifico, combattuta dal Perù contro il Cile alla fine dell'ottocento.
Le prime due fregate, consegnate al Perù, tra la fine del 1978 ed il 1979, Carvajal e Villavicencio, furono costruite a Riva Trigoso, con modifiche, rispetto alle Lupo italiane, allo scafo e all'elettronica di bordo e anche dell'armamento missilistico, con le Lupo peruviane che vennero dotate dopo la consegna dei missili terra-aria sovietici Igla. Le navi della seconda coppia, costituita da Montero e dalla Mariátegui, entrate in servizio nel 1984 e nel 1987, vennero costruite in Perù da SIMA (Servicio Industrial de la Marina) su licenza Fincantieri. Nell'imminenza del ritiro dell'incrociatore portaelicotteri Aguirre, nel 1998, su Carvajal e Mariátegui vennero effettuate delle modifiche al ponte di volo per potere accogliere a bordo gli elicotteri ASH-3D Sea King. Questi lavori, effettuati nei cantieri SIMA e terminati nel 1999 hanno dato alle due unità il vantaggio tattico addizionale che gli conferiscono i missili Exocet di cui sono dotati i nuovi elicotteri imbarcati.
La sigla BAP, che contraddistingue le unità peruviane, indica Buque Armada Peruana, cioè nave della marina peruviana, mentre FM indica Fragata Misilera, cioè fregata lanciamissili.
Visto lo stato di usura due fregate della classe tra le tre del tipo Aguirre, BAP Aguirre (FM-55) e BAP Coronel Bolognesi (FM-57) sono state sottoposte a lavori di ricondizionamento con installazione di sistema MASS mentre una terza unità, BAP Quiñones (FM-58), è stata sottoposta a lavori di minore entità. I lavori hanno avuto un costo complessivo 4,7 miliardi di dollari statunitensi.
La capoclasse Carvajal è stata ritirata dal servizio nel 2013 e riconvertita in pattugliatore oceanico con rimozione dei sistemi missilistici e consegnata alla Dirección General de Capitanías y Guardacostas, la Guardia Costiera del Peru il 26 dicembre 2013. La nave che è la più grande unità guardacoste nella storia della marina peruviana è stata ribattezzata Guardiamarina San Martín in memoria di un eroe della guerra del Pacifico, combattuta tra peruviani e cileni, che nel 1880 a bordo della lancia Independencia si è immolato di fronte a Callao. Sembra inoltre probabile che anche una seconda fregata verrà sottoposta a lavori di trasformazione in pattugliatore oceanico.
| Marina de Guerra del Perú - Classe Carvajal tipo Lupo | Marina de Guerra del Perú - Classe Carvajal tipo Lupo | Marina de Guerra del Perú - Classe Carvajal tipo Lupo | Marina de Guerra del Perú - Classe Carvajal tipo Lupo | Marina de Guerra del Perú - Classe Carvajal tipo Lupo | Marina de Guerra del Perú - Classe Carvajal tipo Lupo | Marina de Guerra del Perú - Classe Carvajal tipo Lupo |
| Matricola                                             | Nome                                                  | Cantiere                                              | Impostazione                                          | Varo                                                  | Consegna                                              | Destino                                               |
| ----------------------------------------------------- | ----------------------------------------------------- | ----------------------------------------------------- | ----------------------------------------------------- | ----------------------------------------------------- | ----------------------------------------------------- | ----------------------------------------------------- |
| FM-51                                                 | BAP Carvajal                                          | Cantiere navale di Riva Trigoso                       | 8 ottobre 1974                                        | 13 novembre 1976                                      | 23 dicembre 1978                                      | ceduto alla Guardia Costiera                          |
| FM-52                                                 | BAP Villavicencio                                     | Cantiere navale di Riva Trigoso                       | 21 aprile 1976                                        | 7 febbraio 1978                                       | 29 giugno 1979                                        | in servizio                                           |
| FM-53                                                 | BAP Montero                                           | SIMA - El Callao                                      | 16 giugno 1976                                        | 8 ottobre 1982                                        | 29 giugno 1984                                        | in servizio                                           |
| FM-54                                                 | BAP Mariategui                                        | SIMA - El Callao                                      | 13 agosto 1976                                        | 8 ottobre 1984                                        | 28 dicembre 1987                                      | in servizio                                           |
| FM-55                                                 | BAP Aguirre (ex Orsa)                                 | Cantiere navale di Riva Trigoso                       | 1º agosto 1977                                        | 1º marzo 1979                                         | 3 novembre 2004                                       | in servizio                                           |
| FM-56                                                 | BAP Palacios (ex Lupo)                                | Cantiere navale di Riva Trigoso                       | 11 ottobre 1974                                       | 29 luglio 1976                                        | 3 novembre 2004                                       | in servizio                                           |
| FM-57                                                 | BAP Coronel Bolognesi (ex Perseo)                     | Cantiere navale di Riva Trigoso                       | 28 febbraio 1977                                      | 8 luglio 1978                                         | 23 gennaio 2006                                       | in servizio                                           |
| FM-58                                                 | BAP Quiñónes (ex-Sagittario)                          | Cantiere navale di Riva Trigoso                       | 4 febbraio 1976                                       | 22 giugno 1977                                        | 23 gennaio 2006                                       | in servizio                                           |

| La fregata Carvajal durante l'esercitazione UNITAS 46-05 nel Mar dei Caraibi al largo delle coste della Colombia | La fregata Mariategui durante l'esercitazione Teamwork south 99 |

### Venezuela
Il Venezuela ordinò ai cantieri italiani sei fregate tipo Lupo il 24 ottobre 1975 che costruite tra il 1976 e il 1979 entrarono in servizio tra il 1980 e il 1982. Sono simili alle unità peruviane eccetto qualche modifica all'elettronica. Le prime due unità della classe, Mariscal Sucre e Almirante Brión sono state rimodernate tra il 1998 e il 2002 presso gli stabilimenti Ingalls Shipbuilding di Pascagoula nel Mississippi, mentre per le altre unità, attualmente in fase di ammodernamento nei cantieri di Puerto Cabello in Venezuela, i lavori di ammodernamento hanno subito notevoli ritardi, prima per motivi finanziari e successivamente per la rottura dei rapporti bilaterali tra Venezuela e Stati Uniti.
Le navi tipo Lupo, costituiscono nella marina del Venezuela la classe Mariscal Sucre ed hanno la loro base operativa a Puerto Cabello nello Stato di Carabobo.
La sigle ARV indica Armada Republica de Venezuela, cioè la marina di appartenenza.
| Armada Bolivariana - Classe Mariscal Sucre tipo Lupo | Armada Bolivariana - Classe Mariscal Sucre tipo Lupo | Armada Bolivariana - Classe Mariscal Sucre tipo Lupo | Armada Bolivariana - Classe Mariscal Sucre tipo Lupo | Armada Bolivariana - Classe Mariscal Sucre tipo Lupo | Armada Bolivariana - Classe Mariscal Sucre tipo Lupo |
| Matricola                                            | Nome                                                 | Cantiere                                             | Impostazione                                         | Varo                                                 | Entrata in servizio                                  |
| ---------------------------------------------------- | ---------------------------------------------------- | ---------------------------------------------------- | ---------------------------------------------------- | ---------------------------------------------------- | ---------------------------------------------------- |
| F-21                                                 | ARV Mariscal Sucre                                   | Riva Trigoso                                         | 19 novembre 1976                                     | 28 settembre 1978                                    | 14 luglio 1980                                       |
| F-22                                                 | ARV Almirante Brión                                  | Riva Trigoso                                         | giugno 1977                                          | 22 febbraio 1979                                     | 7 marzo 1981                                         |
| F-23                                                 | ARV General Urdaneta                                 | CNR - Ancona                                         | 23 gennaio 1978                                      | 23 marzo 1979                                        | 8 agosto 1981                                        |
| F-24                                                 | ARV General Soublette                                | Riva Trigoso                                         | 26 agosto 1978                                       | 4 gennaio 1980                                       | 4 dicembre 1981                                      |
| F-25                                                 | ARV General Salóm                                    | CNR - Ancona                                         | 7 novembre 1978                                      | 13 gennaio 1980                                      | 3 aprile 1982                                        |
| F-26                                                 | ARV Almirante García                                 | Riva Trigoso                                         | 21 agosto 1979                                       | 4 ottobre 1980                                       | 30 luglio 1982                                       |

| La fregata Mariscal Sucre unità capoclasse, costruita in Italia | Il Mariscal Sucre durante l'esercitazione UNITAS dopo i lavori di ammodernamento |